# A.J. Foyt Enterprises

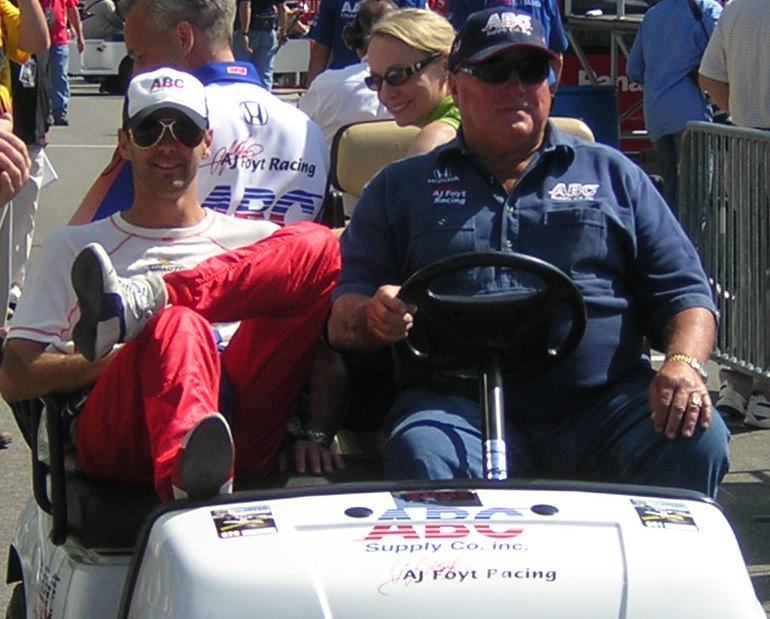
A.J. Foyt (po prawej) i były kierowca zespołu Darren Manning na Indianapolis 500 w 2007 roku

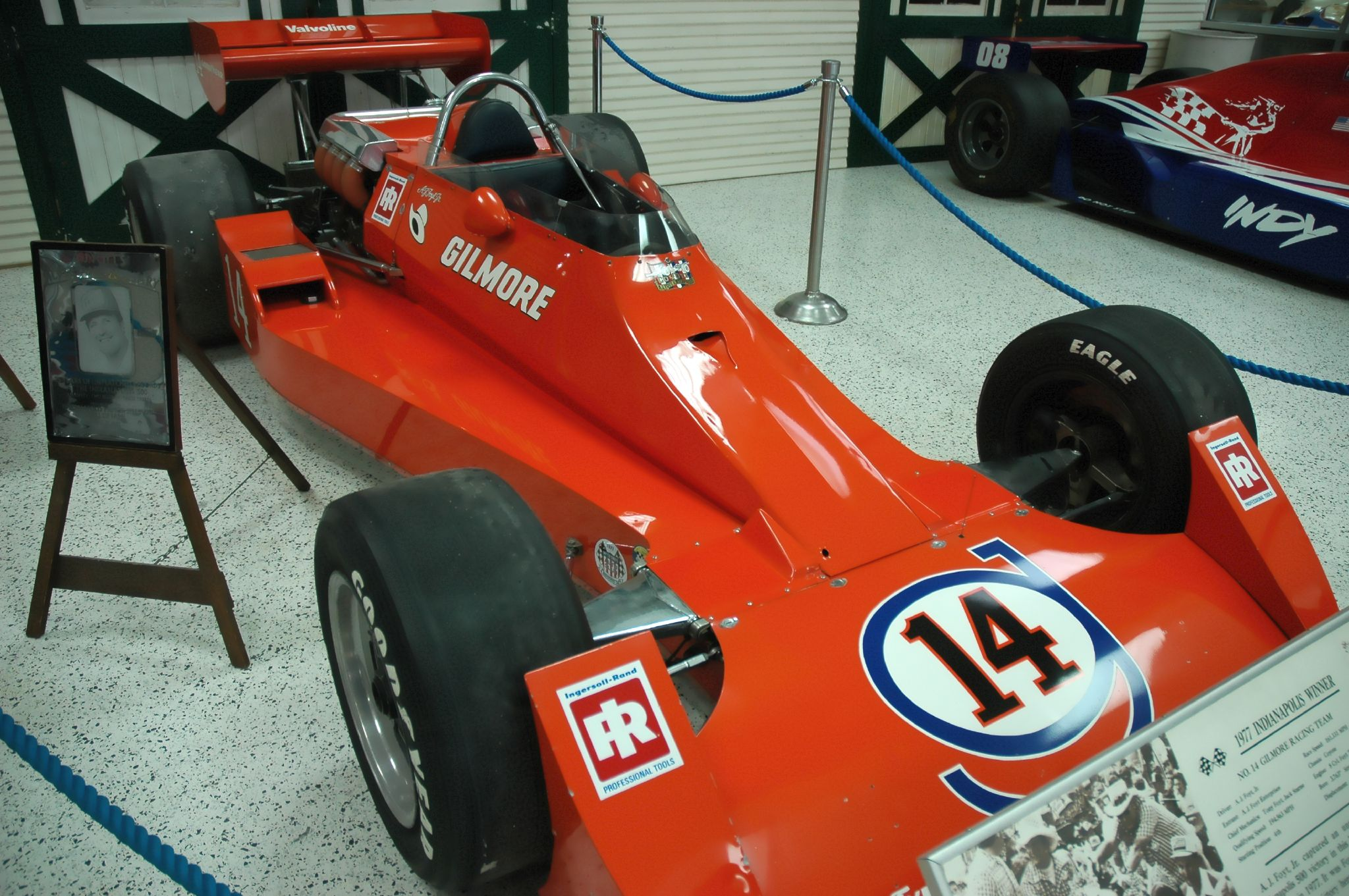
Coyote-Foyt którym A.J. Foyt zwyciężył na Indianapolis 500 w 1977 roku

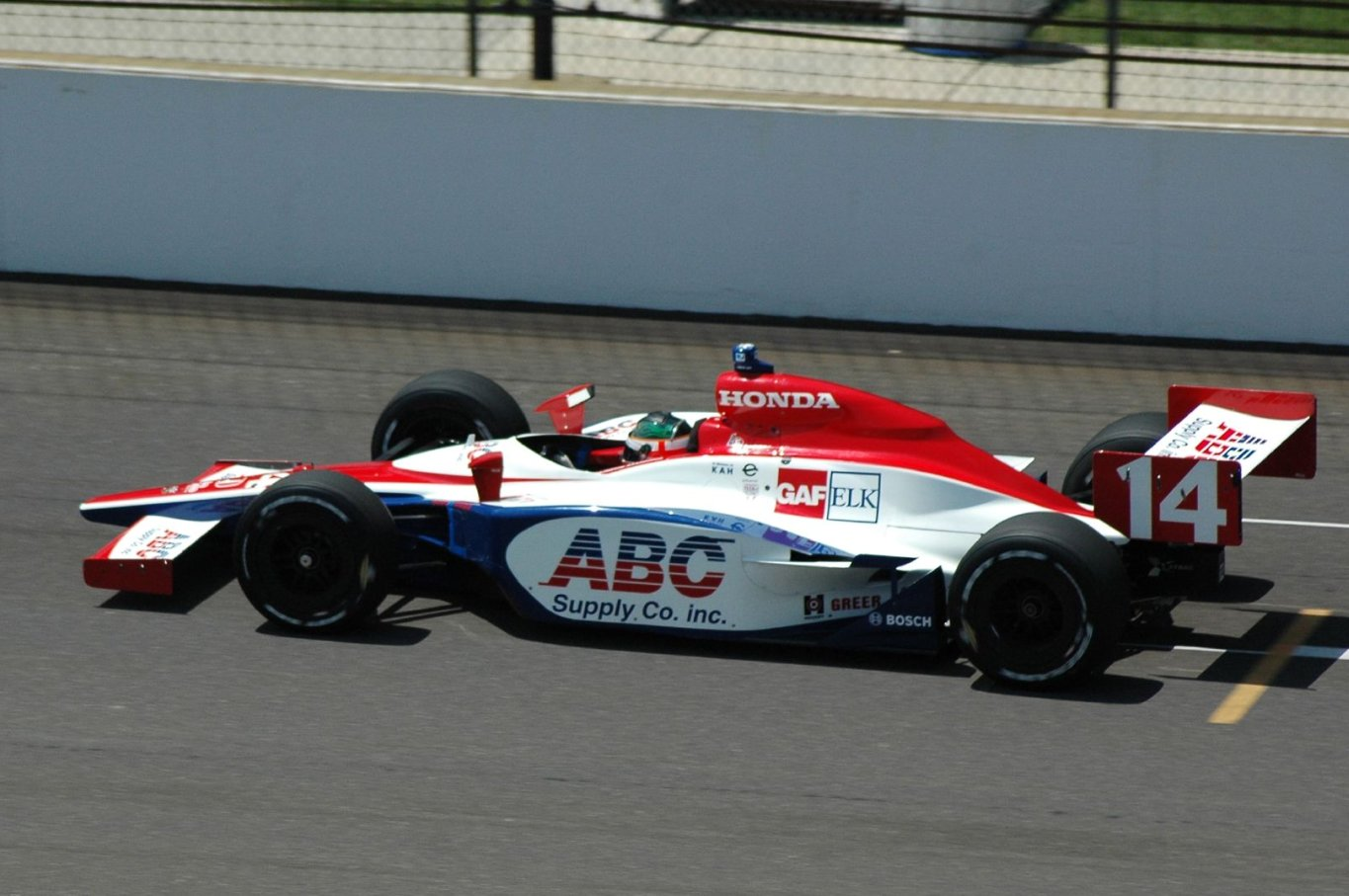
Darren Manning podczas przygotowań do Indianapolis 500 w 2008 roku

A.J. Foyt Enterprises – zespół wyścigowy startujący w serii IRL IndyCar Series. W przeszłości startowali także m.in. w NASCAR oraz serii CART. Właścicielem zespołu jest A.J. Foyt, jeden z najbardziej utytułowanych amerykańskich kierowców.

## CART / IndyCar
Do 1992 roku głównym kierowcą zespołu był A.J. Foyt, jednak starty bywały nieregularne. Główny nacisk był kładziony na Indianapolis 500, którego zespół Foyta nigdy nie opuszczał (sam A.J. Foyt jest rekordzistą w kolejnych startach w tej imprezie - ma ich na koncie 35). W sezonie 1993 zespół zatrudnił młodego Robbiego Gordona, co zaowocowało jednym z najlepszych wyników w historii startów w CART - 10. miejsce w klasyfikacji i dwukrotnie miejsce na podium wyścigu.
W 1996 roku wraz z powstaniem Indy Racing League Foyt Enterprises przeniosło się do tej serii. Ponieważ poziom rywalizacji nie był na początku zbyt wysoki, zespół Foyta należał do ścisłej czołówki. W pierwszym krótkim sezonie współmistrzem został Scott Sharp, a drugi tytuł mistrzowski dla zespołu zdobył Kenny Bräck w 1998 roku. W późniejszych latach w miarę przenoszenia się silnych zespołów z CART do IRL, Foyt Enterprises stał się zespołem środka stawki.

### Kierowcy
- A.J. Foyt (1979-1992)
- George Snider (1980, 1983-1987, 1992)
- Johnny Rutherford (1984, 1988)
- Chip Ganassi (1985)
- Sammy Swindell (1986)
- Stan Fox (1987-1988)
- Davy Jones (1987, 1994)
- Rocky Moran (1988-1989)
- Mike Groff (1991-1992, 1996) (CART i IRL)
- Bernard Jourdain (1991)
- Al Unser (1991)
- Jeff Andretti (1992)
- Jon Beekhuis (1992)
- Brian Bonner (1992)
- Pancho Carter (1992)
- Gregor Foitek (1992)
- Ross Cheever (1992)
- Robby Gordon (1993, 2001) (CART i IRL)
- John Andretti (1993-1994)
- Bryan Herta (1994)
- Eddie Cheever (1994-1995)
- Fredrik Ekblom (1995)
- Brian Till (1995)
- Scott Sharp (1995-1997) (CART i IRL)
- Marco Greco (1996)
- Davey Hamilton (1996-1997)
- Paul Durant (1997)
- Billy Boat (1997-2000)
- Kenny Bräck (1998-1999)
- Greg Ray (1998, 2001-2002)
- Robbie Buhl (1999)
- Jeff Ward (2000)
- Eliseo Salazar (2000-2002)
- Donnie Beechler (2001-2002)
- Richie Hearn (2002)
- Airton Daré (2002-2003)
- Shigeaki Hattori (2003)
- A.J. Foyt IV (2003-2005, 2009)
- Larry Foyt (2004-2006)
- Jeff Bucknum (2005-2006)
- Felipe Giaffone (2005-2006)
- Al Unser Jr. (2007)
- Darren Manning (2007-2008)
- Jeff Simmons (2008)
- Franck Perera (2008)
- Vítor Meira (2008-2011)
- Paul Tracy (2009)
- Ryan Hunter-Reay (2009, 2011)
- Bruno Junqueira (2011)
- Mike Conway (2012-)

## NASCAR
W 1973 roku Foyt rozpoczął nieregularne starty w serii NASCAR.